# Villaescusa (Cantabrië)
Villaescusa is een gemeente in de Spaanse provincie Cantabrië in de regio Cantabrië met een oppervlakte van 28 km². Villaescusa telt 3.883 inwoners (1 januari 2016).

## Demografische ontwikkeling
Bron: INE; 1857-2011: volkstellingen